# Chambre des représentants d'Hawaï
32e législature de l'État d'Hawaï
Capitole de l'État d'Hawaï
La Chambre des représentants d'Hawaï (en anglais : Hawaii House of Representatives) est la chambre basse de la législature de l'État d'Hawaï, un État des États-Unis

## Majorité
La Chambre est actuellement dominée par le Parti démocrate, avec 42 sièges, contre 9 au Parti républicain.

## Système électoral
La Chambre des représentants d'Hawaï est composée de 51 sièges pourvus pour deux ans au scrutin uninominal majoritaire à un tour dans autant de circonscriptions.

## Présidence
| Fonction              | Nom              | Parti       |
| --------------------- | ---------------- | ----------- |
| Présidente            | Nadine Nakamura  | démocrate   |
| Vice-présidente       | Linda Ichiyama   | démocrate   |
| Leader de la majorité | Sean Quinlan     | démocrate   |
| Leader de la minorité | Lauren Matsumoto | républicain |

## Siège
La Chambre des représentants d'Hawaï siège au Capitole de l'État d'Hawaï, situé à Honolulu.

## Composition
| Affiliation                     | Parti       | Parti     | Total |        |
| ------------------------------- | ----------- | --------- | ----- | ------ |
| Affiliation                     |             |           | Total |        |
| Affiliation                     | Républicain | Démocrate | Total | Vacant |
| Fin de la législature (2014–16) | 7           | 44        | 51    | 0      |
|                                 |             |           |       |        |
| Début 2017                      | 6           | 45        | 51    | 0      |
|                                 |             |           |       |        |
| Fin 2018                        | 5           | 46        | 51    | 0      |
| Début 2019                      | 5           | 46        | 51    | 0      |
|                                 |             |           |       |        |
| Législature 2020–22             | 4           | 47        | 51    | 0      |
| Législature 2022–24             | 6           | 45        | 51    | 0      |
| Législature 2024–26             | 9           | 42        | 51    | 0      |
| Pourcentage de sièges           | 17,6 %      | 82,4 %    |       |        |